# هانا هایدوکویچ
هانا هایدوکویچ (بلاروسی: Ганна Віктараўна Гайдукевіч؛ زادهٔ ۲۶ مارس ۲۰۰۱) ژیمناست ریتمیک زن اهل بلاروس است.